# Димитър Начов
Димитър Радионов На̀чов е български лекар, педагог и общественик. Действителен член на Българското книжовно дружество.

## Биография
Роден е около 1850 г. в Болград. Учи медицина в Берлин и Париж. Завършва през 1872 г. във Вюрцбург. Работи като лекар в Берлин и Париж. От 1873 до 1877 г. преподава естествена история и хигиена в Болградската гимназия „Св. св. Кирил и Методий“.
През 1876 – 1878 г. е градски и старши лекар в болницата в Болград, на която след това е дългогодишен управител. От 1874 г. е дописен член, а от 1902 г. – действителен член на Българското книжовно дружество.
Автор е на първия български учебник по хигиена „Понятие за хигиена“ от 1875 г.